# Evolution (película)

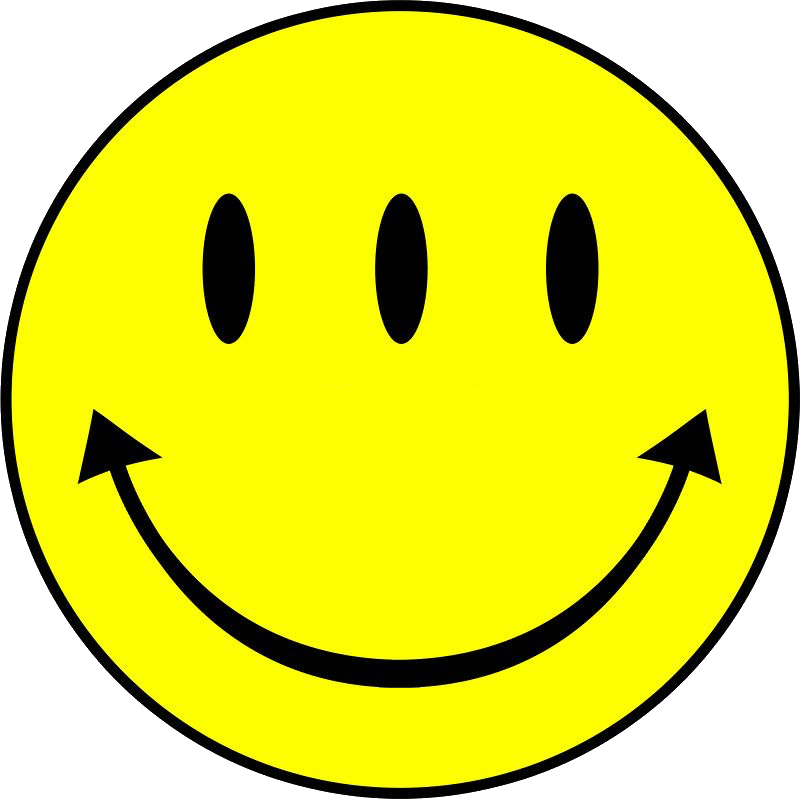
La cara sonriente de tres ojos usado en la película

Evolution, o Evolución, y también conocida como La nueva generación, es una película de comedia estadounidense dirigida por Ivan Reitman.

## Argumento
Un meteorito aparentemente normal cae cerca de Glen Canyon, Arizona, pero el meteorito contenía una forma de vida que evoluciona a una velocidad increíble. Al principio es un descubrimiento fascinante, pero pronto se ve que estas criaturas son un peligro para la raza humana. Al principio no toleraban el oxígeno de la atmósfera pero pronto evolucionaron a una forma capaz de soportarla.
El Dr. Ira Kane y el profesor Harry Block van a investigar al meteorito que cayó el día anterior y encuentran los restos. Ira y Harry junto a los policías, descubren que ya crecen "cosas" (panspermia) sobre el meteorito. En el intento de hacer un agujero para coger una muestra del meteorito, sale un extraño líquido azul semitransparente. Cuando Ira analiza el líquido mientras que Harry supervisaba su equipo de voleibol femenino, descubre que son unas células azules semitransparentes y con cinco flagelos (los seres unicelulares de la Tierra tienen un máximo de uno o dos flagelos), y se multiplicaban a una velocidad increíble por mitosis.
No le hace mucho caso a su apariencia extraña, pero según los resultados de su ordenador, las células tienen 10 pares de bases de ADN, mientras que cualquier ser vivo de la Tierra tiene 4. Sorprendido, Ira le da los resultados a Harry. Pero no se imaginaron que esos seres unicelulares extraterrestres evolucionarían tan rápidamente que al día siguiente ya adaptaban forma de seres pluricelulares.
A la mañana siguiente Ira y Harry visitan el meteorito (que está en una cueva con un agujero donde entra la luz solar) con sus alumnos del instituto. Al ir a la cueva descubren que al lado del meteorito hay una niebla blanca, con unas plantas amarillas sin hojas de unos 20 cm de alto. Una chica descubre al entrar en esa niebla que apenas llegaba a los tobillos, descubre que hay unos gusanos sin extremidades ni ojos. Después resulta que aquella niebla tenía amoníaco en grandes cantidades, lo que hacían las plantas era transformar el aire (78% Nitrógeno) en amoniaco. Los animales con el oxígeno sino, morirían.
A la semana, el gobierno de los Estados Unidos se entera de este asunto y manda al ejército al mando del General Russell Woodman para que hagan que esa zona sea restringida. Ira y Harry intentan entrar al campamento para estudiar más sobre el ecosistema extraterrestre, pero no les dejan entrar, así que se disfrazan y entran a la instalación. Al coger los trajes para protegerse del amoniaco, observan que una persona sale del ascensor con un bote y dentro un escarabajo de color rojo. Cuando bajan en el ascensor, descubren que el simple ecosistema similar al Cámbrico, ha evolucionado tanto que es similar al Carbonífero, lleno de biodiversidad. Está lleno de plantas, y el aire rebosa de amoniaco. Aquí la lista de animales que encuentran:
- Un ciempiés sin ojos, de color azul y amarillo, con dos lenguas y herbívoro, aparentemente.
- Unos cangrejos multicolores, que cazan en grupo, y salen de la niebla.
- Un pulpo terrestre verde, pero en vez de tentáculos tiene ocho patas. Es supuestamente el mayor depredador del ecosistema, aunque tenga sólo 50 cm de altura.
- Ciempiés de 10 cm de longitud.
- Los hongos amarillos del principio crecen sobre el meteorito.
- Una planta carnívora, de color verde oscuro que come cualquier animal que se le acerque.
- Una especie de mosquito violeta, cuyo comportamiento es parecido al de la sanguijuela.

Después avistan varios animales en la urbanización cercanos a los del ecosistema alienígena, entre ellos un sapo con dos cabezas, un animal similar al cynognathus que caza en el agua. Cuando Ira y Harry van con el bombero hacia un valle, descubren miles de animales similares a los dragones (referencia a la era de los dinosaurios) muertos en el suelo, por la atmósfera oxigenada. Pero después, hacen un descubrimiento: las criaturas se están adaptando al oxígeno de la atmósfera, y ya lo pueden respirar sin dificultad.
De vuelta al laboratorio, el doctor Ira se preocupa al no saber como destruirlos, hasta que nota que en la parte de atrás de la camisa que tiene Allison hay una tabla periódica y descubre que a las criaturas se les puede matar con selenio, concluyendo que, ya que como los seres vivos de la tierra somos seres a base de carbono nos es letal el arsénico. Como estos seres están hechos a base de Nitrógeno, siguiendo la tabla periódica se encuentra que su componente letal es el selenio.
Los alumnos del profesor le dicen como conseguir una gran cantidad de selenio de forma sencilla: el champú Head & Shoulders tiene como componente activo el selenio. Buscan un camión de bomberos y cargan el depósito de agua con este champú, dirigiéndose al sitio donde está la principal de las criaturas que aumentó de tamaño debido a que fue rociada con Napalm.
Volando el perímetro establecido por los militares, logran acercarse en el camión de bomberos hasta una abertura en el centro de la parte inferior del ser (el "ano" de la criatura) y desde allí introducen el champú haciendo que la criatura explote. Al final, aparecen los personajes principales haciendo un comercial para el champú. La camioneta se aleja en la carretera persiguiendo un dragón que se va volando.

## Actores
- David Duchovny - Doctor Ira Kane
- Julianne Moore - Doctora Allison Reed
- Orlando Jones - Profesor Harry Block
- Seann William Scott - Wayne Grey
- Ted Levine - General Russell Woodman
- Ethan Suplee - Deke
- Michael Ray Bower - Danny
- Jerry Trainor - Tommy
- Dan Aykroyd - Gobernador Lewis

También se incluyen cameos de Kyle Gass, Sarah Silverman, Richard Moll, Tom Davis, Miriam Flynn y John Cho

## Recepción
Evolution recibió reseñas generalmente mixtas de parte de la crítica y de la audiencia. En el sitio web especializado Rotten Tomatoes, la película posee una aprobación de 43%, basada en 139 reseñas, con una calificación de 4.9/10 y con un consenso crítico que dice: "El director Reitman intenta rehacer Los Cazafantasmas, pero sus esfuerzos son en gran medida infructuosos porque la película tiene demasiados fallos cómicos." De parte de la audiencia tiene una aprobación de 48%, basada en más de 250 000 votos, con una calificación de 3.2/5.
El sitio web Metacritic le dio a la película una puntuación de 40 de 100, basada en 32  reseñas, indicando "reseñas mixtas o promedio". Las audiencias encuestadas por CinemaScore le otorgaron a la película una "B+" en una escala de A+ a F, mientras que en el sitio IMDb los usuarios le asignaron una calificación de 6.1/10, sobre la base de 129 946 votos. En la página web FilmAffinity la cinta tiene una calificación de 4.8/10, basada en 19 060 votos.